# 1929年11月1日日食
1929年11月1日日食是一次日環食，發生於1929年11月1日。新月當天（即朔日），地球上觀測到月球和太阳的角距離極小，此時月球如果恰好在月球交點附近，穿過太阳和地球之間，與地球、太阳接近一直線，則會出現日食。月球穿過太阳和地球之間，但距地球較遠，本影未能接觸地表，而使偽本影覆蓋的區域內看到月球的角直徑小於太陽，就形成日環食，同時在偽本影兩側數千公里的半影範圍內形成日偏食。此次日環食經過了西屬撒哈拉、法屬西非、英屬黃金海岸、法屬多哥蘭、葡屬聖多美和普林西比、法屬赤道非洲、比屬剛果、北羅德西亞、英屬坦干伊加、英屬塞席爾，日偏食則覆蓋了歐亞大陸西南部、整個非洲及周邊部分地區。

## 日食概況

### 出現區域
大西洋西北部、紐芬蘭島以南約360公里的洋面在日出時最先看到日環食，此後月球偽本影向東南跨過北大西洋，斜貫非洲西部後在英屬奈及利亞西部海岸以南約210公里的幾內亞灣海面達到最大食分。此後偽本影逐漸轉向東，覆蓋了葡屬聖多美和普林西比的部分島嶼，跨過非洲中部偏南，進入印度洋覆蓋了英屬塞席爾的部分島嶼後在日落時分結束於塞舌尔群島以東約260公里的洋面。其中，環食帶共覆蓋了五個首府——法屬多哥蘭洛美（今多哥首都）、法屬赤道非洲布拉柴维尔（今刚果共和国首都）、比屬剛果利奧波德維爾（今刚果民主共和国首都金夏沙）、英屬坦干伊加达累斯萨拉姆（今坦桑尼亚首都）、英屬塞席爾维多利亚（今塞舌尔首都）。
偽本影經過的陸地包括：
- 西屬撒哈拉：自西北向東南斜貫今西撒哈拉達赫拉-黃金谷地大區；
- 法屬西非：第一次入境自西北向東南斜貫今毛里塔尼亚、马里、布吉納法索，第二次入境擦過贝宁西南角；
- 英屬黃金海岸：經過今加纳西北地區中西部，自西北向東南斜貫北部地區中部偏西，經過布朗阿哈福地區東部、阿散蒂地區東部、東部地區北部，斜貫沃爾特地區；
- 法屬多哥蘭：今多哥高原區西南半部和濱海區除東北角外的絕大部分；
- 葡屬聖多美和普林西比：今圣多美和普林西比的普林西比島南部、小廷奧薩島（英语：Tinhosa Pequena）、大廷奧薩島（英语：Tinhosa Grande）；
- 法屬赤道非洲：自西北向東南斜貫今加蓬和刚果共和国；
- 比屬剛果：經過今刚果民主共和国金夏沙省除極南端外的絕大部分、下剛果省東北部，自西北向東南斜貫班頓杜省中部偏南、西開賽省中部偏南、東開賽省南部、坦噶尼喀省中部偏北；
- 北羅德西亞：擦過今赞比亚北方省極北端；
- 英屬坦干伊加（英语：Tanganyika Territory）：自西向東貫穿今坦桑尼亚魯夸區南部，經過姆貝亞區北半部、塔波拉區南部、辛吉達區南部、伊林加區北部、多多馬區南部，橫貫莫羅戈羅區中部偏北，經過林迪區北端，橫貫濱海區，覆蓋达累斯萨拉姆区；
- 英屬塞席爾：今塞舌尔埃圖瓦勒礁（英语：Étoile Cay）及其以北諸島（普拉特島和伯德島除外）。[3][4]

除了上述狹窄的環食帶內能看到日環食之外，月球半影覆蓋範圍內都能看到日偏食，包括加拿大東部、紐芬蘭自治領（今加拿大紐芬蘭與拉布拉多省）除西北部外的大部、圣皮埃尔和密克隆、美国東北角、百慕大、大安的列斯群岛東部、小安的列斯群岛除南端外的絕大部分、格陵兰南部、北歐西南部、西欧、中欧除東北部外的大部、南欧、整個非洲、西亚除北部外的大部、英屬印度西部（今巴基斯坦西南部和印度西端）。

### 基本參數
- 類型：日環食
- 食甚中心處（位於英屬奈及利亞西部海岸以南約210公里的幾內亞灣）資料：
  - 時間：1929年11月1日12:04:45.7
  - 地點：4°28.6′N 3°6.8′E / 4.4767°N 3.1133°E
  - 食分：0.9649（環食帶內最大）
  - 日環食持續時間：3分53.9秒

## 相關的日食

### 1928-1931年的日食
月球交替位於相對的月球交點時，以半個交點年（食年），即約177天又4小時間隔出現下列日食。
註：1928年6月17日的日偏食屬於上一組交點年系列。1931年9月12日的日偏食屬於下一組交點年系列。
| 升交點   | 升交點                   |          | 降交點                    | 降交點 |
| 沙羅周期 | 地圖                     | 沙羅周期 | 地圖                      |        |
| 117      | 1928年5月19日 全食       | 122      | 1928年11月12日 偏食（北） |        |
| 127      | 1929年5月9日 全食        | 132      | 1929年11月1日 環食        |        |
| 137      | 1930年4月28日 全環食     | 142      | 1930年10月21日 全食       |        |
| 147      | 1931年4月18日 偏食（北） | 152      | 1931年10月11日 偏食（南） |        |

### 沙羅周期
沙羅週期長度為18年11天。本次日食屬於沙羅週期132，共包含71次日食，依次為1208年8月13日至1551年3月7日的20次日偏食、1569年3月17日至2146年3月12日的33次日環食、2164年3月23日至2182年4月3日的2次全環食（亦稱混合食）、2200年4月14日至2308年6月19日的7次日全食、2326年6月30日至2470年9月25日的9次日偏食，總共歷時1262.11年。其中最長的全食發生於2290年6月8日，共持續2分14秒。
下表列舉了1901年至2100年間發生的屬於該周期的日食，是第40至50次：
| 40             | 41            | 42             |
| -------------- | ------------- | -------------- |
| 1911年10月22日 | 1929年11月1日 | 1947年11月12日 |
| 43             | 44            | 45             |
| 1965年11月23日 | 1983年12月4日 | 2001年12月14日 |
| 46             | 47            | 48             |
| 2019年12月26日 | 2038年1月5日  | 2056年1月16日  |
| 49             | 50            |                |
| 2074年1月27日  | 2092年2月7日  |                |

## 資料來源
1. ↑  樊忠玉. . 中国天文科普网.   [2016-03-30]. （原始内容存档于2014-09-17）.
2. 1 2  Fred Espenak. . NASA Eclipse Web Site.   [2016-03-30]. （原始内容存档于2020-10-20）.（英文）
3. ↑  Fred Espenak. . NASA Eclipse Web Site.   [2016-03-30]. （原始内容存档于2020-10-20）.（英文）
4. ↑  Xavier M. Jubier. .   [2016-03-30]. （原始内容存档于2017-03-05）.（法文）（英文）
5. ↑  Fred Espenak. . NASA Eclipse Web Site.   [2016-03-30]. （原始内容存档于2017-12-28）.（英文）
6. ↑  Fred Espenak. . NASA Eclipse Web Site.（英文）

## 外部連結
- NASA日食專頁（页面存档备份，存于）（英文）
- 可見區域圖和時間統計：由弗雷德·埃斯佩纳克做出的日食預報，NASA/GSFC
  - Google互動地圖呈現的日食範圍
  - 貝塞爾元素
- Google地圖顯示的日環食和日偏食範圍（页面存档备份，存于）（法文）（英文）

| \| \| 日食 \|                            |                              |                                           |
| 上一次日食： 1929年5月9日日食 （日全食） | 1929年11月1日日食 （日環食） | 下一次日食： 1930年4月28日日食 （全環食） |
| 上一次日環食： 1927年1月3日日食          | 1929年11月1日日食 （日環食） | 下一次日環食： 1932年3月7日日食           |
|                                          | 日食                         |                                           |